# TIFF 2005
Cea de-a patra ediție a Festivalul Internațional de Film Transilvania s-a desfășurat în perioada 27 mai - 5 iunie 2005 la Cluj. Juriul a fost format din actrița germană de origine română Alexandra Maria Lara, regizorul maghiar Andras Fesös, producatorul britanic Keith Griffiths, directorul Festivalului de Film de la Belgrad, Miroljub Vuckovic și de criticul român de film Laurențiu Brătan.
România reprezentată de pelicula Moartea domnului Lăzărescu a regizorului Cristi Puiu a intrat în competiție cu alte 10 filme pentru câștigarea Trofeului Transilvania. 

## Filmele din competiția oficială
| Titlu original                          | Titlu sub care a rulat     | Țara                              | Regizor                           |
| --------------------------------------- | -------------------------- | --------------------------------- | --------------------------------- |
| Whisky                                  | Whisky                     | Uruguay/Argentina/Germania/Spania | Juan Pablo Rebello și Pablo Stoll |
| 4                                       | 4                          | Rusia                             | Ilya Khrjanovsky                  |
| The Heart is Deceitful Above All Things | Saraca inima mea           | SUA/Marea Britanie/Franța/Japonia | Asia Argento                      |
| Moartea domnului Lăzărescu              | Moartea domnului Lăzărescu | România                           | Cristi Puiu                       |
| Voksne Mennesker                        | Dark Horse                 | Danemarca                         | Dagur Kari                        |
| Ta divna splitska noć                   | O noapte minunată în Split | Croația                           | Arsen Anton Ostojić               |
| Sivi kamion crvene boje                 | Camionul roșu-gri          | Iugoslavia/Germania/Slovenia      | Srdjan Koljević                   |
| Hotel                                   | Hotel                      | Australia / Germania              | Jessica Hausner                   |
| Private                                 | Private                    | Italia                            | Saverio Costanzo                  |
| Johanna                                 | Johanna                    | Germania / Ungaria                | Kornel Mundruczo                  |
| Calvaire                                | Calvaire                   | Belgia                            | Fabrice Du Welz                   |
| Childstar                               | Childstar                  | Canada                            | DonMcKellar                       |

## Premii

#### Premile juriului
- Trofeul "Transilvania" - pentru cel mai bun film aflat în Competiție - 4 și Whiskey
- Cea mai bună regie - Cristi Puiu pentru Moartea domnului Lăzărescu
- Cea mai bună interpretare - Ioan Fiscuteanu și Luminița Gheorghiu, Moartea domnului Lăzărescu
- Cea mai bună imagine - 4 (Rusia 2004), Alisher Khamidkhodzhaev, Aleksander Illkhovsky, Sandor Berkesi
- Mențiune specială - Private (Italia 2004), regia Saverio Costanzo

#### Alte premii
- Premiul pentru întreaga carieră - actrița Annie Girardot
- Premiul pentru întreaga carieră - actorul Gheorghe Dinică
- Premiul Agressione pentru excelență în cinematografie - regizorul Stere Gulea
- Premiul FIPRESCI - Moartea domnului Lăzărescu (România 2005), regia Cristi Puiu
- Premiul pentru cel mai bun film românesc - Moartea domnului Lăzărescu (România 2005), regia Cristi Puiu
- Premiul special al secțiunii Zilele Filmului Românesc - Canton (România 2005), regia Constantin Popescu jr.
- Premiul Jolidon pentru debut în filmul românesc - Dorotheea Petre pentru rolul din filmul Ryna (Elveția-România, 2004), regia Ruxandra Zenide
- Premiul publicului - Moartea domnului Lăzărescu (România 2005), regia Cristi Puiu
- Premiul "Cinemagia" - Dark Horse (Danemarca-Islanda 2005), regia Dagur Kari
- Premiul pentru cel mai bun scurt-metraj prezentat în sectiunea "Umbre" - Las Viandas (Felurile) (Spania 2005), regia Jose-Antonio Bonet
- Premiul pentru cel mai bun film realizat în cadrul programului Let's Go Digital - Traș, Iulia Scutaru, Saiona Stoian, Valeriu Pernes
- Premiul pentru cel mai bun scenariu - Europolis, de Corneliu Gheorghiță (lung metraj), Cine se trezește de dimineață, cade singur în ea, de Gabriel Zancu (scurt metraj)